# Viktor von Weltzien
Viktor Emil Alexander von Weltzien (* 28. Oktober 1836 in Trier; † 3. August 1927 in Darmstadt) war ein deutscher Architekt und Geheimer Oberbaurat.

## Leben
Viktor von Weltzien wurde geboren als Sohn des preußischen Offiziers Theodor Carl Ulrich Ludwig von Weltzien (1802–1866) und dessen Ehefrau Antoinette geb. Mathis (1804–1854). Er war verheiratet mit Frieda geb. Stever (1852–1914) und hatte die Kinder Adalbert Otto Theodor (1876–1955, Dipl. Ing.), Ursula Helene Antonie, verheiratete von Stetten (1879–1955) und Julius Paul Joseph (1881–1955, Jurist). Er wuchs am Standort seines Vaters, der Bundesfestung Luxemburg, auf und besuchte das Gymnasium in Luxemburg. 1856 begann er ein Studium an der Berliner Bauakademie und war anschließend als Bauführer beim Eisenbahnbau und der Bauaufnahme der Castorkirche in Koblenz tätig. 1866 absolvierte er Kriegsdienst und trat im selben Jahr in die Firma Gropius & Schmieden ein. 1867 machte er die Baumeisterprüfung und musste 1879/71 erneut Kriegsdienst leisten. 1880 wurde er Mitglied in der Vereinigung Berliner Architekten und Teilhaber Schmiedens in der Firma Schmieden & von Weltzien, ab 1881 Schmieden, von Weltzien & Speer. 1888 verließ er die Firma, um in Darmstadt die Stelle eines leitenden Architekten der Bauabteilung des Großherzoglich Hessischen Ministeriums der Finanzen anzutreten. Dort war er zuletzt Geheimer Oberbaurat und Vortragender Rat und trat 1898 in den Ruhestand.

## Bauten

### Bei Gropius & Schmieden
- 1868–1874: Städtisches Krankenhaus Friedrichshain in Berlin
- 1870/71: Umbau der Bank des Berliner Kassenvereins, Oberwallstraße 2 in Berlin
- 1872: Bank- und Wohnhaus Mendelssohn & Co., Jägerstraße 52 in Berlin
- 1873–1876: Kollegiengebäude der Universität in Kiel
- 1875–1878: Garnisonlazarett in Berlin-Tempelhof
- 1877–1879: Zoologisches Institut und Bibliothek der Universität Kiel
- 1877–1881: Kunstgewerbemuseum in Berlin
- 1878–1883: Kliniken Ziegelstraße in Berlin; Erweiterung der Irrenanstalt in Allenberg

### Bei Schmieden, von Weltzien & Speer
- 1881–1884: Gewandhaus in Leipzig (Entwurf von Gropius & Schmieden)
- Weitere Bauten siehe Heino Schmieden

### In Hessen
- 1888–1898: Zentralstelle für das Gewerbe in Darmstadt, Strafanstalt in Darmstadt und Butzbach; Gerichtsgebäude in Homburg, Grünberg, Schlitz, Worms, Pfedelersheim, Niederohn und Osthofen; Kreishäuser in Offenbach und Alzey; Irrenanstalt in Hofheim; Neubauten für die Technische Hochschule in Darmstadt; Kunstgewerbemuseum in Darmstadt; Rekonstruktion der Dome in Mainz und Worms; Bischöfliches Palais in Mainz; Siechenanstalt in Gießen; Ernst-Ludwig-Heilstätte in Sandbach/Odenwald und Invalidenversicherungsanstalt in Darmstadt.